# Hastings Direct International Championships 2003
Hastings Direct International Championships 2003 — жіночий тенісний турнір, що проходив на кортах з трав'яним покриттям Eastbourne Tennis Centre в Істборні (Велика Британія). Належав до турнірів 2-ї категорії в рамках Туру WTA 2003. Відбувсь удвадцятьдев'яте і тривав з 16 до 21 червня 2003 року. Чанда Рубін здобула титул в одиночному розряді.

## Фінальна частина

### Одиночний розряд
Чанда Рубін —  Кончіта Мартінес 6–4, 3–6, 6–4
- Для Рубін це був 2-й титул в одиночному розряді за рік і 7-й — за кар'єру.[1]

### Парний розряд
Ліндсі Девенпорт /  Ліза Реймонд —  Дженніфер Капріаті /  Магі Серна 6–3, 6–2
- Для Девенпорт це був 3-й титул у парному розряді за сезон і 73-й — за кар'єру.[2] Для Реймонд це був 3-й титул у парному розряді за сезон і 39-й — за кар'єру.[3]